# NGC 5635
NGC 5635 је спирална галаксија у сазвежђу Волар која се налази на NGC листи објеката дубоког неба.
Деклинација објекта је + 27° 24' 33" а ректасцензија 14h 28m 31,5s. Привидна величина (магнитуда) објекта NGC 5635 износи 12,9 а фотографска магнитуда 13,7. NGC 5635 је још познат и под ознакама UGC 9283, MCG 5-34-49, CGCG 163-58, HARO 41, IRAS 14263+2737, PGC 51706.